# Eduard Stolba
Eduard Stolba (* 14. September 1908 in Abbazia, Istrien; † nach 1954) war ein österreichischer Filmarchitekt.

## Leben und Wirken
Eduard Stolba erhielt eine Ausbildung zum Theatermaler und war anschließend auch in diesem Beruf tätig. Nebenbei betätigte er sich auch als Porträt- und Landschaftsmaler. 1935 wechselte er zum Film und schuf dort zunächst ebenfalls Kulissenmalereien, etwa für die Filme Silhouetten, Lumpacivagabundus, Premiere, Spiegel des Lebens, Ein hoffnungsloser Fall, Unsterblicher Walzer, Leinen aus Irland, Anton der Letzte und Mutterliebe (alle zwischen 1936 und 1939).
Während des Zweiten Weltkriegs rückte Stolba zum Filmarchitekten auf und arbeitete in dieser Funktion den in der Branche etablierteren Kollegen Werner Schlichting und Otto Niedermoser zu. Bis Mitte der 1950er Jahre blieb Stolba noch szenenbildnerisch aktiv, dann zog er sich vom Film zurück. Seitdem verliert sich seine Spur.

## Filmografie (Auswahl)
- 1943: Die kluge Marianne
- 1943: Der weiße Traum
- 1943: Die kluge Marianne
- 1949: Eroica
- 1949: Der Seelenbräu
- 1950: Gruß und Kuß aus der Wachau
- 1950: Ein Lächeln im Sturm (Un sourire dans la tempête)
- 1951: The Magic Face
- 1952: Nicht die Zeit für Blumen (No Time for Flowers)
- 1953: Komm in die Gondel (Eine Nacht in Venedig)
- 1953: Dein Herz ist meine Heimat
- 1954: Der rote Prinz
- 1954: Der Förster vom Silberwald (Echo der Berge)